# Encyclopédie, ou Dictionnaire universel raisonné des connaissances humaines
La Encyclopédie, ou Dictionnaire universel raisonné des connaissances humaines (en español Enciclopedia, o Diccionario universal razonado de los conocimientos humanos), llamada Enciclopedia de Yverdon, fue una enciclopedia dirigida por Fortunato Bartolomeo De Felice y publicada entre 1770 y 1780 en Yverdon (Suiza). De espíritu menos francés que la de Diderot y de d'Alembert  pero de la cual se inspira, se le ha dado la apelación de enciclopedia protestante, y tuvo una  fuerte difusión en el Norte de Europa.

## Principales contribuidores
Fortunato Bartolomeo De Felice, sabio de origen italiano instalado en Yverdon, reunió en torno a él un equipo de más de treinta colaboradores europeos (quince suizos, doce franceses, tres alemanes, un italiano, un irlandés), la mayoría de ellos identificados.
- Jean-Henri Andrié : más de 4200 artículos de geografía
- Charles-Louis-François Andry
- Elie Bertrand
- Carlo Barletti
- Louis de Bons
- Jean-Henri-Nicolas Bouillet
- Nicolas-Maximilien Bourgeois
- Louis-Claude Cadet de Gassicourt
- Alexandre César Chavannes
- Jacques-Antoine-Henri Deleuze : 1030 artículos de botánica y de historia natural
- Johann Heinrich Samuel Formey
- Fortunato Bartolomeo De Felice
- Henri-Sébastien Dupuy de Bordes
- Leonhard Euler
- Johann Euler
- André Ferry
- Hieronymus David Gaubius
- Mathieu-Bernard Goudin
- Gottlieb Emanuel von Haller
- Albrecht von Haller
- Samuel-Rodolphe Jeanneret
- Joseph Jérôme Lefrançois de Lalande
- Lecuyer
- Paul-Gabriel Le Preux
- Joseph Lieutaud
- Antoine Louis
- Archibald Maclaine
- Pierre-Joseph Macquer
- Gabriel Mingard
- David Perrelet
- Antoine Portal
- Johann Rudolf Sinner
- Jacob Reinhold Spielmann
- Johann Christoph Erich von Springer
- Vincent-Bernard de Tscharner
- Paul-Joseph Vallet
- Pierre-Jacques Willermoz

## La enciclopedia en cifras
- Publicada entre 1770 y 1780
- 58 volúmenes en tamaño in-cuarto
  - 42 volúmenes
  - 6 de suplementos
  - 10 volúmenes de 1200 grabados
  - 37 378 páginas
- aproximadamente 75 000 artículos
- Tirada : entre 2 500 y 3 000 ejemplares.